# アルベルト・カヤスポ
アルベルト・ホセ・カヤスポ・ブリトー（Alberto José Callaspo Brito, 1983年4月19日 - ）は、ベネズエラ・アラグア州マラカイ出身のプロ野球選手（内野手）。右投両打。独立リーグ・アトランティックリーグのチャールストン・ダーティーバーズ所属。

## 経歴

### エンゼルス傘下時代
2001年2月16日にアナハイム・エンゼルスと契約。
2002年、ルーキー級プロボ・エンゼルスでプロデビュー。70試合に出場し、打率.338・3本塁打・60打点・13盗塁、だった。
2003年はA級シーダーラピッズ・カーネルズで133試合に出場し、打率.327・2本塁打・67打点・20盗塁、だった。
2004年はAA級アーカンソー・トラベラーズで136試合に出場し、打率.284・6本塁打・48打点・15盗塁だった。オフの11月18日にエンゼルスとメジャー契約を結び、40人枠入りを果たした。
2005年2月25日にエンゼルスと1年契約に合意。AA級アーカンソーで開幕を迎え、89試合に出場。打率.297・10本塁打・49打点・9盗塁の成績で、7月16日にAAA級ソルトレイク・スティンガーズへ昇格。AAA級ソルトレイクでは50試合に出場し、打率.316・1本塁打・31打点・2盗塁だった。
2006年2月24日にエンゼルスと1年契約に合意した。

### ダイヤモンドバックス時代
2006年2月28日にジェイソン・バルジャーとのトレードで、アリゾナ・ダイヤモンドバックスへ移籍した。3月24日に傘下のAAA級ツーソン・サイドワインダーズへ異動した。開幕後はAAA級ツーソンでプレーし、8月6日にメジャーへ昇格。同日のヒューストン・アストロズ戦でメジャーデビュー。7回裏に代打として出場し、1打数無安打に終わった。その後は主に代打として11試合に出場したが、安打を記録したのは2試合のみに終わり、8月25日にAAA級ツーソンへ降格。9月16日に再昇格した。この年は23試合に出場し、打率.238・6打点だった。
2007年は開幕ロースター入りし、開幕後は二塁手、三塁手、遊撃手、右翼手を守るなど、ユーティリティープレイヤーとしてプレーしていたが、5月10日に妻へのDV容疑で逮捕され、5月11日に制限リスト入りした。後に不起訴となり、5月19日に復帰した。復帰後は12試合に出場したが、6月14日にAAA級ツーソンへ降格。9月5日に再昇格した。この年は56試合に出場し、打率.215・7打点・1盗塁だった。

### ロイヤルズ時代

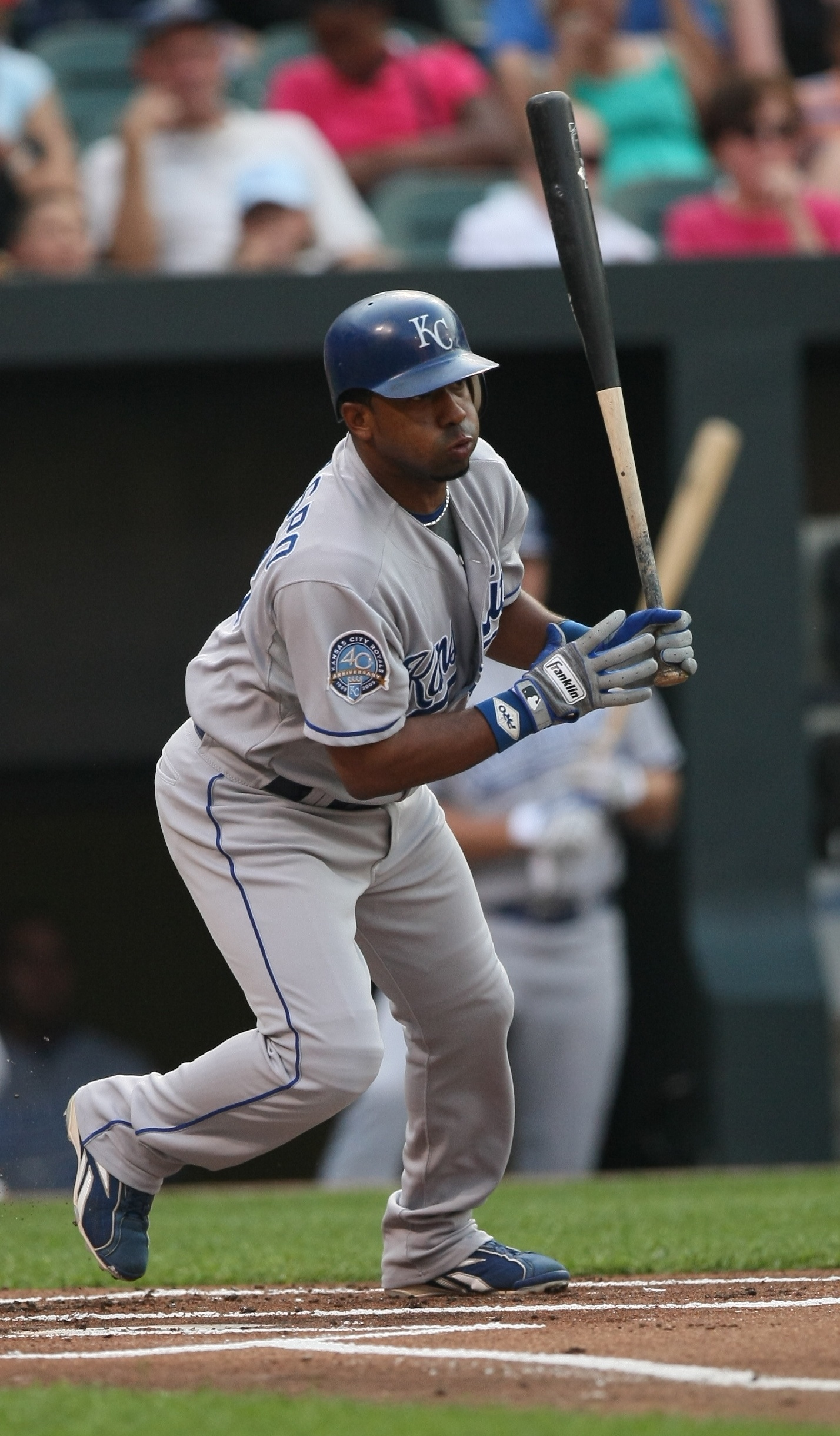
ロイヤルズ時代(2009年)

2007年12月14日にビリー・バックナーとのトレードで、カンザスシティ・ロイヤルズに移籍した。
2008年2月27日にロイヤルズと1年契約に合意。開幕後は二塁と遊撃のバックアップとして起用されていたが、6月28日に非公表の病気を理由に15日間の故障者リスト入りした。8月23日に復帰。復帰後は正二塁手のマーク・グルジラネックが故障で離脱したため、二塁手として先発に固定された。この年は74試合に出場し、打率.305・16打点・2盗塁だった。
2009年は前年オフにグルジラネックが退団したため、二塁の定位置を奪取。自己最多の155試合に出場し、打率.300・11本塁打・73打点・2盗塁だった。
2010年3月4日にロイヤルズと46万ドルの1年契約に合意。前年オフに正三塁手だったマーク・ティーエンがトレードでシカゴ・ホワイトソックスへ移籍したため、開幕から三塁手として起用された。4月中旬に三塁手のアレックス・ゴードンが故障から復帰したため、二塁手に回ったが、ゴードンが5月2日に不調でAAA級オマハ・ロイヤルズへ降格したため、三塁に復帰した。ロイヤルズでは88試合に出場し、打率.275・8本塁打・43打点・3盗塁だった。

### エンゼルス復帰
2010年7月22日にショーン・オサリバン、ウィル・スミスとのトレードで、古巣のエンゼルスに復帰した。移籍後も三塁手として起用され、58試合に出場し、打率.249・2本塁打・13打点・2盗塁だった。この年は2球団で146試合に出場し、打率.265・10本塁打・56打点・5盗塁だった。
2011年1月11日にエンゼルスと1年契約に合意。この年は正三塁手として141試合に出場し、本塁打は規定打席に到達したシーズンとしては初めて10本に届かなかったが、打率は.288まで上昇した。この年は、左投手相手に.306と、よく打った。三塁の守備では、129試合で15失策を犯し、守備率は.959と低かったが、DRSは + 4だった。
2012年1月16日にエンゼルスと315万ドルの1年契約に合意。この年も三塁のレギュラーとして138試合に出場し、打率は.252まで低下したが2年ぶりに二桁本塁打を放った。守備面では、僅かに失策を減らし (15から12) 、DRSも + 7まで上昇した。
2013年1月17日にエンゼルスと総額900万ドルの2年契約を結んだ。4月19日に右脚の脹脛を痛め、15日間の故障者リスト入りした。5月3日に復帰。エンゼルスでは86試合に出場し、打率.252・5本塁打・36打点だった。

### アスレチックス時代
2013年7月30日にグラント・グリーンとのトレードで、オークランド・アスレチックスへ移籍。移籍後は主に二塁手として起用され、50試合に出場。勝負強さを発揮して決勝打や同点打を何度か放ち、5本塁打・22打点という成績を記録。打率も移籍前から上昇し、打率.270だった。この年は2球団で136試合に出場し、打率.258・10本塁打・58打点だった。
2014年は二塁にエリック・ソガードが起用され、三塁には前年158試合に出場したジョシュ・ドナルドソンがいたため、開幕後は指名打者の起用が続いた。その後は守備位置を固定せず、ユーティリティープレイヤーとして出場していたが、7月12日に右ハムストリングの故障で15日間の故障者リスト入りした。7月27日に復帰。復帰後はソガードが故障で離脱したため、二塁手として起用された。9月に入ると打率は2割2分台まで下降し、終盤は代打起用となった。9月30日に行われたロイヤルズとのワイルドカードゲームでは、同点の延長12回表1死二塁の場面で代打として出場。ジェイソン・フレイザーのワイルドピッチでランナーが三塁に進むと、勝ち越しの左前適時打を放った。しかし直後の12回裏にサヨナラ負けを喫し、チームは地区シリーズ進出を逃した。この年は127試合に出場したが、2009年に規定打席に到達して以降では、初めて規定打席未達だった。打撃面では不振に陥り、打率.223は自己ワースト2位、4本塁打はホームランを放ったシーズンとしては自己最少の本数に終わった。守備では、DRSが低下傾向にあり、内野のユーティリティとして起用され、指名打者としては34試合に出場した。

### ブレーブス時代
2014年12月15日にアトランタ・ブレーブスと300万ドル+出来高100万ドルの1年契約を結んだ。

### ドジャース時代
2015年5月27日にフアン・ウリーベ、クリス・ウィズロウとのトレードで、エリック・スタルツ、イアン・トーマス、フアン・ハイメと共にロサンゼルス・ドジャースに移籍した。8月19日にチェイス・アトリーの加入に伴ってDFAとなり、27日に自由契約となる。

### ドジャース退団後
2016年はベネズエラのウィンターリーグの出場のみ。
2017年3月28日に独立リーグ・アトランティックリーグのブリッジポート・ブルーフィッシュと契約するが、5月25日にメキシカンリーグのラグナ・ユニオン・カウボーイズに移籍。
2018年3月1日にトレードでユカタン・ライオンズに移籍。5月2日にトレードでラグナ・ユニオン・コットンファーマーズに移籍するが、6月4日に解雇となる。オフはベネズエラのウィンターリーグに参加。
2020年12月8日、カナダのセミプロリーグであるインターカウンティ・ベースボール・リーグのウェランド・ジャックフィッシュと契約。
2021年5月28日、独立リーグ・アトランティックリーグのウェストバージニア・パワーと契約した。

## 詳細情報

### 年度別打撃成績
| 年 度     | 球 団     | 試 合 | 打 席 | 打 数 | 得 点 | 安 打 | 二 塁 打 | 三 塁 打 | 本 塁 打 | 塁 打 | 打 点 | 盗 塁 | 盗 塁 死 | 犠 打 | 犠 飛 | 四 球 | 敬 遠 | 死 球 | 三 振 | 併 殺 打 | 打 率 | 出 塁 率 | 長 打 率 | O P S |
| --------- | --------- | ----- | ----- | ----- | ----- | ----- | -------- | -------- | -------- | ----- | ----- | ----- | -------- | ----- | ----- | ----- | ----- | ----- | ----- | -------- | ----- | -------- | -------- | ----- |
| 2006      | ARI       | 23    | 47    | 42    | 2     | 10    | 1        | 1        | 0        | 13    | 6     | 0     | 1        | 0     | 1     | 4     | 0     | 0     | 6     | 0        | .238  | .298     | .310     | .607  |
| 2007      | ARI       | 56    | 156   | 144   | 10    | 31    | 8        | 0        | 0        | 39    | 7     | 1     | 1        | 1     | 1     | 9     | 0     | 1     | 14    | 8        | .215  | .265     | .271     | .535  |
| 2008      | KC        | 74    | 234   | 213   | 21    | 65    | 8        | 3        | 0        | 79    | 16    | 2     | 1        | 1     | 1     | 19    | 0     | 0     | 14    | 6        | .305  | .361     | .371     | .731  |
| 2009      | KC        | 155   | 634   | 576   | 79    | 173   | 41       | 8        | 11       | 263   | 73    | 2     | 1        | 0     | 5     | 52    | 4     | 1     | 51    | 15       | .300  | .356     | .457     | .813  |
| 2010      | KC        | 88    | 373   | 349   | 40    | 96    | 19       | 2        | 8        | 143   | 43    | 3     | 1        | 0     | 5     | 19    | 2     | 0     | 29    | 14       | .275  | .308     | .410     | .718  |
| 2010      | LAA       | 58    | 228   | 213   | 21    | 53    | 8        | 0        | 2        | 67    | 13    | 2     | 2        | 1     | 1     | 12    | 1     | 1     | 13    | 8        | .249  | .291     | .315     | .605  |
| '10計     | LAA       | 146   | 601   | 562   | 61    | 149   | 27       | 2        | 10       | 210   | 56    | 5     | 3        | 1     | 6     | 31    | 3     | 1     | 42    | 22       | .265  | .302     | .374     | .675  |
| 2011      | LAA       | 141   | 536   | 475   | 54    | 137   | 23       | 0        | 6        | 178   | 46    | 8     | 1        | 0     | 2     | 58    | 8     | 1     | 48    | 11       | .288  | .366     | .375     | .740  |
| 2012      | LAA       | 138   | 520   | 457   | 55    | 115   | 20       | 0        | 10       | 165   | 53    | 4     | 3        | 3     | 4     | 56    | 1     | 0     | 59    | 6        | .252  | .331     | .361     | .692  |
| 2013      | LAA       | 86    | 336   | 294   | 32    | 74    | 13       | 0        | 5        | 102   | 36    | 0     | 2        | 3     | 5     | 34    | 2     | 0     | 22    | 8        | .252  | .324     | .347     | .671  |
| 2013      | OAK       | 50    | 180   | 159   | 20    | 43    | 7        | 0        | 5        | 65    | 22    | 0     | 0        | 0     | 1     | 19    | 0     | 1     | 25    | 4        | .270  | .350     | .409     | .759  |
| '13計     | OAK       | 136   | 516   | 453   | 52    | 117   | 20       | 0        | 10       | 167   | 58    | 0     | 2        | 3     | 6     | 53    | 2     | 1     | 47    | 12       | .258  | .333     | .369     | .702  |
| 2014      | OAK       | 127   | 451   | 404   | 37    | 90    | 15       | 0        | 4        | 117   | 39    | 0     | 1        | 0     | 6     | 40    | 1     | 1     | 50    | 18       | .223  | .290     | .290     | .580  |
| 2015      | ATL       | 37    | 123   | 107   | 12    | 22    | 2        | 0        | 1        | 27    | 8     | 0     | 0        | 0     | 2     | 14    | 1     | 0     | 10    | 4        | .206  | .293     | .252     | .545  |
| 2015      | LAD       | 60    | 138   | 123   | 8     | 32    | 5        | 0        | 0        | 37    | 7     | 0     | 0        | 1     | 0     | 14    | 0     | 0     | 24    | 2        | .260  | .336     | .301     | .637  |
| '15計     | LAD       | 97    | 261   | 230   | 20    | 54    | 7        | 0        | 1        | 64    | 15    | 0     | 0        | 1     | 2     | 28    | 1     | 0     | 34    | 6        | .235  | .315     | .278     | .594  |
| MLB：10年 | MLB：10年 | 1093  | 3956  | 3556  | 391   | 941   | 170      | 14       | 52       | 1295  | 369   | 22    | 14       | 10    | 34    | 350   | 20    | 6     | 365   | 104      | .265  | .329     | .364     | .693  |

- 2018年度シーズン終了時

### 背番号
- 44 (2006年)
- 13 (2007年 - 2010年途中)
- 12 (2010年途中 - 同年終了)
- 6 (2011年 - 2013年途中)
- 18 (2013年途中 - 2014年途中)
- 7 (2014年途中 - 同年終了)
- 1 (2015年 - 同年途中)
- 5 (2015年途中 - 同年途中)